# Хи Льва
Хи Льва (лат. χ Leonis) — двойная звезда в созвездии Льва. Видна невооружённым глазом, обладает видимой звёздной величиной 4,63. Расстояние до звезды, определённое при измерении годичного параллакса, равно 95 световым годам. Годичное собственное движение равно 346 мсд.
Вероятно, представляет собой двойную систему. Главный компонент является проэволюционировавшей звездой-гигантом спектрального класса F2III-IVv. Масса равна 162% массы Солнца, радиус вдвое превышает солнечный. Звезда-компаньон обладает видимой звёздной величиной 11,0 и находится на угловом расстоянии 4,1″ при позиционном угле 264° по состоянию на 1990 год.